# Soledad Ramos Maqueda
Soledad Ramos Maqueda (n. 1971) es una botánica y profesora española, desarrollando actividades académicas en la Escuela de Ingenierías Agrarias de la Universidad de Extremadura.

## Biografía
En febrero de 1994, obtuvo su licenciatura en Ciencias Biológicas por la Universidad de Extremadura, y en ese mismo mes el "Certificado de Aptitud Pedagógica" por esa Casa de Altos Estudios. En noviembre de 2001, la "Suficiencia Investigadora" por la Universidad Extremadura. Y el doctorado por esa Universidad en febrero de 2003, con la defensa de la tesis: Biología reproductiva de una masa de alcornoque (Quercus suber L.) en el sur de Badajoz (España).

## Algunas publicaciones
- s. Rincón, s. Ramos Maqueda, m.j. Guerra. 2008a. Ensayo de germinación en especies del género Ononis L. (Fabaceae) amenazadas en Extremadura (España). En: Folia Botanica Extremadurensis, 2: 5-9. Guadajira

- ------------, francisco m. Vázquez Pardo, s. Ramos. 2008b. Anotaciones corológicas a la Flora en Extremadura: 020 Anchusa puechii, Valdés. En: Folia Botanica Extremadurensis, 2: 90. Guadajira

- ------------, s. Ramos Maqueda. 2008c. Estructura reproductora de Erodium mouretii Pit. En: Folia Botanica Extremadurensis, 2: 96-97. Guadajira

- d. García, s. Ramos Maqueda, francisco m. Vázquez Pardo, j. Blanco. 2008d. Estudio palinológico de la excavación arqueológica en el Baluarte de Santiago (Badajoz, Expaña): períodos visigodo e islámico (600-1100 d.C.) En: Folia Botanica Extremadurensis, 2: 43-56. Guadajira

- francisco m. Vázquez Pardo, s. Rincón, s. Ramos Maqueda. 2008e. Anotaciones corológicas a la Flora en Extremadura: 021 Ophrys sphegodes Mill. En: Folia Botanica Extremadurensis, 2: 91-92. Guadajira

- s. Ramos Maqueda, s. Rincón, m.j. Guerra, francisco m. Vázquez Pardo, j. Blanco, d. García, m. Gutiérrez, j.l. López. 2007a. Estudio de conservación: Antirrhinum graniticum subsp. onubensis (Fernández Casas) Valdés en la Provincia de Badajoz. En: III Congreso de Biología de la Conservación de Plantas. Programa y Libro de Resúmenes. Puerto de La Cruz (Tenerife)

- ----------------------, ------------, --------------, ---------------, ------------, -------------, ---------------, -----------. 2007b. Germinación de especies del género Digitalis incluidas en el Catálogo de Especies Amenazadas de Extremadura. En: III Congreso de Biología de la Conservación de Plantas. Programa y Libro de Resúmenes. Puerto de La Cruz (Tenerife)

- ----------------------, ------------, --------------, ---------------, ------------, -------------, ---------------, -----------. 2007c. Nuevas localizaciones de Pilularia minuta Durieu en la península ibérica. En: III Congreso de Biología de la Conservación de Plantas. Programa y Libro de Resúmenes. Puerto de La Cruz (Tenerife)

- j. Blanco, francisco m. Vázquez Pardo, t. Ruiz, s. Ramos Maqueda, d. García, j.j. Barrantes, a.b. Lucas, s. Aguilar. 2007d. Diversidad de Tomillos Extremeños. En: VIII Congreso de Estudios Extremeños. Libro de Actas. Badajoz

- m.j. Guerra, s. Ramos Maqueda, s. Rincón. 2007e. Metodología para la caracterización de semillas. Mérida: Dirección General de Innovación y Competitividad Empresarial. 2007. Vol. Conservación de Flora Amenazada en Ambientes Mediterráneos: Manual del Curso de Transferencia de Tecnología 113-121

- s. Ramos Maqueda, s. Rincón, m.j. Guerra. 2007f. Metodología para la caracterización de frutos. Mérida: Dirección General de Innovación y Competitividad Empresarial. 2007. Vol. Conservación de Flora Amenazada en Ambientes Mediterráneos: Manual del Curso de Transferencia de Tecnología 97-110

- ----------------------, ------------, --------------. 2007g. Metodologías para el estudio de la germinación. Mérida: Dirección General de Innovación y Competitividad Empresarial. 2007. Vol. Conservación de Flora Amenazada en Ambientes Mediterráneos: Manual del Curso de Transferencia de Tecnología 125-133

- ----------------------, ------------, --------------. 2007h. Caracterización y estudio morfológico de plántulas. Mérida: Dirección General de Innovación y Competitividad Empresarial. 2007. Vol. Conservación de Flora Amenazada en Ambientes Mediterráneos: Manual del Curso de Transferencia de Tecnología 137-148

- c.p. Gomes, francisco m. Vázquez Pardo, r. Paiva-Ferreira, s. Ramos Maqueda, e. Doncel. 2006. Biosystematic study of the subsection Thymastra (Nyman ex Velen) R.Morales of the Thymus L. genus (Lamiaceae). En: Acta Botanica Gallica. 153(3): 355-364

- soledad Ramos. 2005a. Biología reproductiva de una masa de alcornoque ( Quercus suber L.) en el sur de Badajoz.

- francisco m. Vázquez Pardo, s. Ramos Maqueda, a. Fernández, j.m. López. 2005b. Especies protegidas de Extremadura: Flora.

- -----------------------------------, ----------------------. 2005c. A new Ophrys L. (Orchidaceae) species from Southern Extremadura (Spain). En: Journal Europäischer Orchideen. 37(4): 815-823

- -----------------------------------, ----------------------. 2005d. Anotaciones corológicas a la flora de Extremadura. Acta Botánica Malacitana. 30: 170-173

- -----------------------------------, ----------------------, e. Doncel, g. Pérez. 2004a. La recolección de bellotas: aspectos de su procesado y caracterización. El edificio protohistórico de La Mata (Campanario, Badajoz) y su estudio territorial.

- -----------------------------------, ----------------------, a.b. Lucas, d. Peral. 2004b. Aproximación al catálogo de las especies del orden Boletales (Basidiomycetes, Fungi) en Extremadura (España). En: Revista de Estudios Extremeños 60 (3): 1255-1291

- -----------------------------------, ----------------------, ana belén Lucas Pimienta, diego Peral Pacheco. 2004c. Aproximación al Catálogo de las especies del orden Boletales (Basidiomycetes,

Fungi) en Extremadura (España) artículo en línea
- -----------------------------------, ----------------------, -------------, j. Blanco, s. García. 2003a. Contribución al conocimiento de la flora extremeña (España). Acta Botánica Malacitana. 28: 181-184 artículo en línea

- -----------------------------------, ----------------------. 2003b. Tesoros de la Flora: Los Hongos. Extremadura: la tierra que amanece.

- -----------------------------------, ----------------------, e. Doncel, a.j. Coombes, m. Rodríguez. 2003c. New Oak Hybrids from Spain. En: The Journal of the International Oak Society. 14: 49-60

- s. García, s. Ramos Maqueda, a. josé María, b. Isabel, j. Blanco, a.b. Lucas, s. Aguilar, e. Doncel, f.m. Vázquez. 2003d. Consumo de bellotas por el cerdo ibérico durante la montanera. En: Sólo Cerdo Ibérico. 10: 65-71

- d. García, s. Ramos Maqueda, j.j. Barrantes, j. Blanco, e. Doncel, a.b. Lucas, f.m. Vázquez. 2003e. Estimación de la producción de bellotas de los encinares extremeños en la campaña 2003-2004. En: Sólo Cerdo Ibérico. 11: 55-71

- francisco m. Vázquez Pardo, s. Ramos Maqueda, e. Doncel. 2002a. Quercus rotundifolia Lam. and Quercus ilex L., two different species. En: The Journal of the International Oak Society. 13: 9-15

- ----------------------------------, a. Martín, s. Ramos Maqueda, e. Doncel, j. Blanco, a.b. Lucas. 2002b. Aportaciones a la Flora de Extremadura (España). En: Acta Botánica Malacitana. 27: 259-261

- ----------------------------------, e. Doncel, j. Pozo, s. Ramos Maqueda, a.b. Lucas, t. Mendo. 2002c. Estimación de la producción de bellotas de los encinares extremeños en la campaña 2002-2003. En: Sólo Cerdo Ibérico. 9: 95-101

- s. Ramos Maqueda. 2002d. Anotaciones Anatómicas, Cariológicas y de Biología de la Reproducción para la Flora de Extremadura: Anomalías en las estructuras reproductoras del género Quercus L. Folia Botánica Extremadurensis, 1: 75-77

- francisco m. Vázquez Pardo, d. Peral, s. Ramos. 2001a. Historia de la Vegetación y los bosques de la Baja Extremadura. [Aproximaciones a su conocimiento].

- ---------------------------------, e. Doncel, s. Ramos Maqueda. 2001b. Variaciones de calidad en la bellota. En: Solo Cerdo Ibérico. 6: 75-80

- ---------------------------------, j. Blanco, e. Doncel, s. Ramos Maqueda, e. Balbuena, j. Pozo, j.a. Casasola. 2001c. Centáurea de Tentudía Centaurea tentudaica (Rivas Goday) Rivas Martínez, una especie que debe ser conservada. Centáurea. Boletín de Información Ambiental de Tentudía. 16: 2-3

- ---------------------------------, s. Ramos Maqueda, e. Doncel, e. Balbuena, j.a. Casasola, j. Salas. 2001d. Nota corológica sobre la Flora de Extremadura (España). En: Acta Botánica Malacitana. 26: 205-208

- ---------------------------------, -----------------------, -----------, j. Blanco, e. Balbuena. 2001e. IOPB Chromosome Data 17. En: International Organization of Plant Biosystematists, 33: 26

- ---------------------------------, -----------------------, t. Ruiz. 2001f. Hybridization Processes in Mediterranean Oaks from South Spain. En: The Journal of the International Oak Society. 12: 108-117

- ---------------------------------, -----------------------, e. Doncel, j.a. Casasola, e. Balbuena, j. Blanco, j. Pozo. 2001g. Aforo de montaneras. Metodología. Hoja divulgativa ( 1/01)

- ---------------------------------, m. Gutiérrez, s. Ramos Maqueda. 2001h. Anotaciones Corológicas a la Flora en Extremadura: 010 Ophrys incubacea var. dianensis Perazza & Doro. Folia Botánica Extremadurensis, 1: 72-73.

- ---------------------------------, j.a. Casasola, s. Ramos Maqueda, j. Pozo, e. Balbuena, j. Blanco, e. Doncel. 2000a. Estimación de la producción de bellotas de los encinares de la provincia de Badajoz en la campaña 2000 - 2001. En: Solo Cerdo Ibérico. 5: 63-68

- ---------------------------------, e. Balbuena, e. Doncel, s. Ramos Maqueda. 2000b. Distribución del melazo en la provincia de Badajoz para la cosecha de bellotas de Quercus rotundifolia Lam. Durante 1999. Boletín de Sanidad Vegetal. 26 (3): 287-296

- ---------------------------------, s. Rincón, s. Ramos, e. Doncel. 1999. Micorrización en las áreas mediterráneas de la península ibérica.

- ---------------------------------, -----------, ----------, i. García, e. Doncel. 1999b. Aproximación al conocimiento de los hongos que viven en Extremadura. 15 Temas de I+D del S.I.D.T. Agrario de Extremadura, 127-142

- ---------------------------------, e. Doncel, d. Martín, s. Ramos Maqueda. 1999c. Estimación de la producción de bellotas de los encinares de la provincia de Badajoz en 1999. En: Sólo Cerdo Ibérico. 3: 67-75

- ---------------------------------, ------------, s. Ramos Maqueda, s. Rincón. 1999d. Los hongos que pasan desapercibidos. En: Boletín de la Sociedad Micológica Extremeña. 10: 33-35

- ---------------------------------, v. Moreno, s. Rincón, p. Moreno, s. Ramos Maqueda, e. Doncel, a. Martín. 1999e. Plantas de interés corológico para la mitad sur de Extremadura (España). En: Studia Botánica. 18: 141-143

- s. Ramos Maqueda, e. Doncel, s. Rincón, f.m. Vázquez. 1999f. Situación de la investigación sobre micorrización en el S.I.D.T. Micorrización en las áreas mediterráneas de la península ibérica.

- i. González Galán, S. Ramos Maqueda, p. Rodríguez, j.a. Devesa. 1998. Pólenes alergénicos y polinosis en Badajoz. En: Revista Española de Alergología e Inmunología Clínica. 13 (42): 63-69

- a. Ortega Olivencia, s. Ramos, t. Rodríguez, j.a. Devesa. 1997. Floral Biometry, floral rewards and pollen-ovule ratios in some Vicia from Extremadura, Spain. En: Edinburgh Journal of Botany, vol. 54 (1): 39-5

### Libros
- francisco maría Vázquez Pardo, diego Peral Pacheco, soledad Ramos Maqueda. 2001. Historia de la Vegetación y los Bosques de la Baja Extremadura: aproximaciones a su conocimiento. Editor	Junta de Extremadura. Consejería de Agricultura y Medio Ambiente. 118 pp. ISBN 84-8107-041-6

- --------------------------------------, sara Rincón Hércules, soledad Ramos Maqueda. 1999. Micorrización en áreas mediterráneas de la península ibérica. Editores Consejería de Agricultura y Comercio, y Consejería de Educación y Juventud. 126 pp. ISBN 84-8107-033-5

### Capítulos de libros
- Libro "La Sierra de San Pedro: Huellas y vivencias"

## Honores
- 1995 a 1998: responsable de la Estación aeropalinológica en Badajoz de la S.E.A.I.C. Facultad de Ciencias.

- La abreviatura «S.Ramos» se emplea para indicar a Soledad Ramos Maqueda como autoridad en la descripción y clasificación científica de los vegetales.[6]